# STS-102
STS-102は、スペースシャトルディスカバリーを用いて行われた国際宇宙ステーションへのミッションである。2001年3月にフロリダ州のケネディ宇宙センターから打ち上げられた。主な目的はISSへの物資の補給及び第1次長期滞在と第2次長期滞在の乗組員の入れ替えである。

## 乗組員
| 職務                      | 打上げ時                                                                 | 帰還時                                                                   |
| ------------------------- | ------------------------------------------------------------------------ | ------------------------------------------------------------------------ |
| 船長                      | ジェームズ・ウェザービー （5度目の飛行）                                 | ジェームズ・ウェザービー （5度目の飛行）                                 |
| パイロット                | ジェイムス・マクニール・ケリー （初飛行）                                | ジェイムス・マクニール・ケリー （初飛行）                                |
| ミッションスペシャリスト1 | アンディ・トーマス （3度目の飛行）                                       | アンディ・トーマス （3度目の飛行）                                       |
| ミッションスペシャリスト2 | ポール・リチャーズ （初飛行）                                            | ポール・リチャーズ （初飛行）                                            |
| ミッションスペシャリスト3 | ユーリー・ウサチェフ, RKA 第2次長期滞在 （4度目の飛行） ISS機長          | ウィリアム・シェパード 第1次長期滞在 （4度目の飛行） ISS機長             |
| ミッションスペシャリスト4 | ジェームズ・ヴォス 第2次長期滞在 （5度目の飛行） ISSフライトエンジニア   | ユーリー・ギジェンコ 第1次長期滞在 （2度目の飛行） ISSフライトエンジニア |
| ミッションスペシャリスト5 | スーザン・ヘルムズ 第2次長期滞在 （5度目の飛行） ISSサイエンスオフィサー | セルゲイ・クリカレフ 第1次長期滞在 （5度目の飛行） ISSフライトエンジニア |

## ミッションパラメータ
- 質量:
  - 打上げ時質量:99,503 kg
  - 帰還時質量:90,043 kg
  - ペイロード:5,760 kg
- 近点:370 km
- 遠点:381 km
- 軌道傾斜角:51.5°
- 軌道周期:92.1分

### ISSとのドッキング
- ドッキング時刻:2001年3月10日 06:38:00 UTC
- ドッキング解除時刻:2001年3月19日 04:32:00 UTC
- ドッキング時間:8日21時間54分00秒

### 宇宙遊泳
- ヴォスとヘルムズ - EVA1
- 開始時刻:2001年3月11日 05:12 UTC
- 終了時刻:2001年3月11日 14:08 UTC
- 時間:8時間56分

- トーマスとリチャーズ - EVA2
- 開始時刻:2001年3月13日 05:23 UTC
- 終了時刻:2001年3月13日 11:44 UTC
- 時間:6時間21分

## 起床コール
NASAの有人飛行では、ジェミニ計画以来、乗組員は宇宙での一日の始まりに特別な音楽を流すことになっている。それぞれの音楽は家族等により特別に選ばれたもので、乗組員各自にとって特別な意味を持つか、日常の業務に適したものである。
| 日     | 曲                          | 歌手/作曲家                         | リンク             |
| ------ | --------------------------- | ----------------------------------- | ------------------ |
| Day 2  | Living the Life             | Rockit Scientists                   | WAV MP3 TRANSCRIPT |
| Day 4  | Nothing's Gonna Stop Us Now | Starship                            | WAV MP3 TRANSCRIPT |
| Day 6  | From A Distance             | Nancy Griffith                      | WAV MP3 TRANSCRIPT |
| Day 7  | Free Fallin'                | トム・ペティ&ザ・ハートブレイカーズ | WAV MP3 TRANSCRIPT |
| Day 8  | ステイ・オア・ゴー          | ザ・クラッシュ                      | WAV MP3 TRANSCRIPT |
| Day 12 | Moscow Windows              | Unknown                             | WAV MP3 TRANSCRIPT |
| Day 13 | Just What I Needed          | カーズ                              | WAV MP3 TRANSCRIPT |
| Day 14 | Wipe Out                    | Surfaris                            | WAV MP3 TRANSCRIPT |